# Ментални поремећај
Душевна болест или ментални поремећај, или психијатријски поремећај, према савременој дефиницији, обухвата различите поремећаје који се сврставају у следеће групе: конфликти у развоју личности (неурозе), поремећаји у организацији личности (поремећаји личности или психопатије) и психолошке кризе изазване тешкоћама у интерперсоналним односима.
Ментални поремећај је бехавиорални или ментални патерн који може да узрокује патњу или ограничену способност функционисања у животу. Таква својства могу да буду перзистентна, релапсирајућа и ремитирајућа, или се могу јавити у једној епизоди. Многи поремећаји су описани, са знацима и симптомима који варирају у широком опсегу између специфичних поремећаја. Такве поремећаје може да дијагнозира професионално особље за ментално здравље.
Ментални поремећај је штетна дисфункција еволуционо селекционисане менталне функције. Током еволуције, развијене су многобројне функције човековог организма које му омогућавају опстанак и размножавање. Исто важи и за менталне функције - опажање треће димензије, осећање страха или способност увиђања односа. Неке дисфункције могу бити небитне за одређене особе или групе (проблеми у опажању боја, ниска емпатија у западном друштву). Дисфункција је поремећај тек када је процењена као штетна. Са друге стране, није свако понашање које је процењено као штетно, поремећај (просјачење, скитање), већ то постаје само ако је повезано са дисфункционалношћу неке еволуционо припремљене менталне функције. Дефиниција на тај начин обједињује биолошке и социјалне аспекте овог феномена.

## Узроци и дијагноза
Узроци менталних поремећаја обично нису јасни. Теорије могу да инкорпорирају налазе из низа поља. Ментални поремећаји се обично дефинишу путем комбинације начина на који се особа понаша, осећа, опажа, или размишља. То се може асоцирати са одређеним регионима или функцијама мозга, често у друштвеном контексту. Ментални поремећај је један од аспеката менталног здравља. Културна и религиозна веровања, као и друштвене норме, треба узети у обзир при успостављању дијагнозе.
Неке групе научника верују да се све може објаснити путем биологије, а неки психолошким аргументима, а има и још много покушаја. Сваки од њих је тачан до одређене мере.

### Генетски фактори
Повреде мозга или дејство отровних испарења доводе до привремених или трајних поремећаја. Утврђено је да је функционисање нервних ћелија, синапси и неуротрансмитера у вези са одређеним менталним поремећајем, али није могуће утврдити шта је у тој ситуацији узрок, а шта последица.

### Психички фактори
Истраживања показују да су многе особе које болују од менталних поремећаја заправо биле жртве насиља као деца, тешких и поновљених траума. Колико год ово клиничарима било уверљиво, поставља се питање шта је са особама које нису ово проживеле, а пате од менталних поремећаја. Последњих година, резултати истраживања говоре да је искуство које највише води до поремећаја занемареност. Без контакта, када им се нико не обраћа и не уважава их, деца не могу да развију адекватно ниједну психичку функцију.

### Социјални фактори
Искуства из различитих земаља говоре о томе да више људи бива примљено у психијатријске болнице у раздобљима великих економских криза. Постоје специфичности и заступљености, или чак типови менталних поремећаја у одређеним културама, између градске и сеоске средине, међу особама различитих раса и родова. Ни ови подаци, додуше, не дају одговор на питање зашто се ментални поремећаји јављају код одређених припадника друштва или неке групе.

### Биопсихосоцијални модел
Наведена ограничења појединих фактора у објашњењу порекла менталних поремећаја довела су до уверења до о узроцима менталних поремећаја треба мислити у оквиру ткзв. биопсихосоцијалног модела. Сматра се да је за појаву менталног поремећаја неопходна комбинација урођене осетљивости нервног система, лоших искустава као што су злостављање или занемаривање и друштвене средине која не подржава или угрожава ментално здравље.

## Дефиниција
Дефиниција и класификација менталних поремећаја су кључна питања за истраживаче као и за пружаоце услуга и оне који су дијагнозирани. Да би се ментално стање класификовало као поремећај, генерално је неопходно да оно узрокује дисфункцију. Већина међународних клиничких докумената користи термин ментални „поремећај”, мада је термин „болест” исто тако у широкој употреби.
Према , ментални поремећај је психолошки синдром или патерн који је асоциран са стресом (нпр. путем болног симптома), инвалидношћу (оштећењем у једној или више важних области функционисања), чиме се повећава ризик од смрти, или узрокује знатан губитак аутономије; међутим тиме нису обухваћени нормални респонси као што је жалост од губитка вољене особе, а такође су искључена девијантна понашања због политичких, религиозних, или друштвених разлога које не настаје услед дисфункције појединца.
DSM-IV претходи дефиницији са ограничењима, наводећи да, као што је случај са многим медицинским изразима, менталном поремећају „недостаје конзистентна операциона дефиниција која покрива све ситуације”, напомињући да се различити нивои апстракције могу користити за медицинске дефиниције, укључујући патологију, симптомологију, одступање од нормалног опсега, или етиологију, и да исто важи за менталне поремећаје, тако да је понекад један тип дефиниције подесан, а понекад неки други, у зависности од ситуације.
Године 2013, Америчка психијатријска асоцијација (APA) је редефинисала менталне поремећаје у DSM-5 као „синдром који је окарактерисан клинички значајним поремећајем у когницији појединца, регулацији емоција или понашању које одражава дисфункцију психолошких, биолошких или развојних процеса који подразумевају ментално функционисање.”

## Класификације
Тренутно постоје два широко прихваћена система класификације менталних болести:
- IDC-10 Поглавље V: Ментални поремећаји и поремећаји понашања, од 1949 је део Међународне класификације болести коју је произвела СЗО,
- Дијагностички и статистички приручник за менталне поремећаје (DSM-5) који је одржава Америчка психијатријска асоцијација (APA) од 1952.

Оба списка наводе категорије поремећаја и пружају стандардне критеријуме за дијагнозу. Њихови кодови су намерно конвергирани у недавним издањима тако да су приручници генерално у знатној мери упоредиви, иако и даље постоје значајне разлике. Низ других класификационих шема је у употреби у незападним културама, на пример Кинеска класификација менталних поремећаја, и друге приручнике користе они који имају алтернативна теоријска уверења, на пример Психодинамички дијагностички приручник. Генерално, ментални поремећаји се класификују засебно од неуролошких поремећаја, потешкоћа у учењу или менталне заосталости.
За разлику од DSM и ICD, неки приступи нису базирани на идентификацији дистинктних категорија поремећаја користећи дихотомне симптомске профиле намењене раздвајању абнормалног од нормалног. Постоји знатна научна дебата о релативним заслугама категоричких наспрам некатегоричних (или хибридних) шема, такође познатих као континуирани или димензиони модели. Спектрални приступ може да инкорпорира елементе обе групе.
У научној и академској литератури о дефиницији или класификацији менталног поремећаја, један екстрем наводи да је то у потпуности питање вредносних пресуда (укључујући то шта је нормално) док други предлажу да то јесте или да може да буде потпуно објективно и научно (укључујући референце на статстичке норме). Уобичајено хибридно гледиште сматра да је концепт менталног поремећаја објективан чак и ако је само „нејасни прототип” који никад неће моћи да буде прецизно дефинисан, или обратно, да концепт увек подразумева мешавину научних чињеница и субјективних вредности. Мада се дијагностичке категорије називају „поремећајима”, оне су представљене као медицинске болести, иако се не потврђују на исти начин као и већина медицинских дијагноза. Сами неуролози напомиљу да би класификација била поуздана и валидна кад би била базирана на неуробиолошким својствима уместо клиничких интервјуа, док други указују на то да се различите идеолошке и практичне перспективе морају боље интегрисати.
DSM и ICD приступи остају подложни нападима због имплицитног узрочног модела и због тога што неки истраживачи сматрају да је боље да се усредсреди пажња на основне мождане разлике које могу да претходе симптомима током дугог низа година.

## Поремећаји
Постоји мноштво различитих категорија менталних болести, и многи различити аспекти људског понашања и личности који могу постати поремећени. Најновије психијатријске класификације наводе преко 400 различитих поремећаја, а стално се појављују и нови.
Психотички поремећаји су најтежи облик менталних поремећаја које одликује губитак способности да се тачно опажа стварност. Особа може да халуцинира, да "чује" гласове који од ње нешто захтевају, ругају јој се или наређују, да буде патолошки љубоморна и види трагове преваре тамо где их нема. Осим тога, могуће је и да осети неограничену енергичност, снагу, весеље, али и ниско самопоштовање и кривицу, лош квалитет сна, исцрпљеност и безвољност. Психотички поремећаји се могу јавити једном или неколико пута у животу, али могу трајати и читав живот. Они доводе до пропадања когнитивних способности. Стандардни медицински и психолошки покушаји да се овим особама помогне засад дају ограничене резултате.
Поремећаји личности се односе на дисфункције структуре личности и психичког развоја још у раном детињству. Ове особе не могу добро да обуздају своја осећања, често повређују себе или друге и у исто време некога воле и мрзе. Неки од поремећаја личности одликују се готово потпуним одсуством саосећања и савесности, па могу да злостављају или убију некога. Оне немају проблем са опажањем стварности, али им је тешко помоћи, зато што многи од њих мисле да немају проблем, па очекују да се други мењају за њих, уместо да раде на себи. Иако њихово понашање може наићи на осуду или критику, оно што омета њихову самоконтролу и социјално прилагођавање јесу психичке тешкоће. Иако се одвојено третирају од стране неких, најчешће коришћене категоријалне шеме укључују их као менталне поремећаје, мада на засебној „оси II” у случају приручника DSM-IV. Бројни различити поремећаји личности су наведени, укључују оне који се понекад класификују као „ексцентрични”, као што су параноидни, схизоидни и схизотипни поремећаји личности; типови који су описани као „драматични” или „емоционални”, као што су антисоцијални, гранични, извештачени или нарцисоидни поремећаји личности; и они се понекад класификују као везани за страх, као што је анксиозно-избегавајући, зависни, или опсесивно-компулсивни поремећаји личности. Генерално се поремећаји личности дефинишу као појавни у детињству, или бар током адолесценције или раног одраслог доба. ICD такође има категорију за трајне промене личности након катастрофалног искуства или психијатријске болести. Ако неспособност адекватног прилагођавања животним околностима почне у року од три месеца од одређеног догађаја или ситуације, а заврши се у року од шест месеци након што се стресор заустављен или елиминисан, то се може уместо тога класификовати као поремећај прилагођавања. Постоји тенденција појаве консензуса да такозвани „поремећаји личности”, као што су генерално особине личности, заправо укључује мешавину акутних дисфункционалних понашања која се могу решити у кратким периодима, и маладаптивних својстава темперамента која су трајнија. Штавише, постоје и некатегоричне шеме које оцењују све особе преко профила различитих димензија личности без на симптомима заснованих ограничења од нормалне варијације личности, на пример кроз шеме засноване на димензионалним моделима.
Неурозе (анксиозни и афективни поремећаји) су поремећаји у којима особа осећа тескобу због сукоба жеља и забрана. Особе које пате од неуроза се осећају узнемирено, уплашено, избегавају одређене особе, предмете, ситуације или активности. Мада ова стања не укључују проблеме са опажањем стварности или дубоке поремећаје у структури личности, она ипак могу да спутају особу да води нормалан живот. Особе које живе са неурозом осећају се као да носе проблем у себи, а често су жртве јаког сукоба између оног што желе и оног што им је забрањено. Оне мисле да нису довољно добре и да морају да се мењају, па зато обично желе да разговарају о својим проблемима.
Други афективни процеси (емоције/расположења) такође могу бити поремећени. Афективни поремећај обухвата необично интензивну или уздржану тугу, меланхолију, или очај је познат као клиничка депресија (такође познат као униполарна депресија). Блажа али још увек дуготрајна депресија може да буде дијагнозирана као дистимија. Биполарни поремећај (такође познат као манична депресија) обухвата абнормално „високо” или притиснуто стање расположења, познато као манија или хипоманија, при чему долази до наизменичних нормалних и депресивних расположења. Мера у којој униполарни и биполарни феномени расположења представљају различите категорије поремећаја или се мешају и спајају дуж димензије или спектра расположења, предмет је неких научних дебата.
Поремећаји зависности јесу они поремећаји до којих су водили неприлагођене употребе неких супстанци. Под овим су се раније подразумевали пре свега алкохолизам и наркоманија, али ту могу да спадају и зависност од цигарета, кафе или чоколаде. Људи који су неуобичајено неспособни да се одупру одређеним нагонима или импулсима који могу бити штетни за њих или друге, могу се класификовати да имају поремећај контроле импулса, примери таквих поремећаја су клептоманија (крађа) или пироманија (започињање пожара). Разна зависна понашања, попут коцкарске зависности, могу се класификовати као поремећај. Опсесивно-компулзивни поремећај понекад може укључивати неспособност да се одупре одређеним делима, али се класификује засебно као првенствено поремећај анксиозности.
Употреба дроге (легална или незаконита, укључујући алкохол), када се настави упркос значајним проблемима везаним за његову употребу, може се дефинисати као ментални поремећај. DSM укључује такве случајеве под заједничку категорију поремећаји употребе супстанци, чиме су обухваћени зависност од супстанце и злоупотреба супстанце. DSM тренутно не користи заједнички термин за зависност, а ICD једноставно користи термин „штетна употреба”. Употреба супстанце која узрокује поремећај може бити последица образаца компулзивне и репетитивне употребе лека што доводи до толеранције на његове ефекте и симптома повлачења када се употреба смањи или заустави.
Анксиозност или страх који ометају нормално функционисање се могу класификовати као анксиозни поремећаји. Обично препознате категорије обухватају специфичне фобије, генерализовани анксиозни поремећај, социјална фобија, панични поремећај, агорафобија, опсесивно-компулзивни поремећај и посттрауматски стресни поремећај.
Обрасци веровања, употребе језика и перцепције стварности могу постати поремећени (нпр., делузије, поремећаји размишљања, халуцинације). Психотички поремећаји у овом домену обухватају схизофренију и делузиони поремећај. Схизоафективни поремећај је категорија која се користи за особе које испољавају аспекте схизофреније и афективних поремећаја. Схизотипија је категорија која се користи за особе које манифестује неке карактеристике везане за схизофренију али не испуњавају граничне критеријуме.
Поремећаји у исхрани обухватају диспропорционалну забринутост по питању исхране и телесне тежине. Категорије поремећаја у овој области обухватају анорексију нервозу, булимију, булимију вежбања или поремећај опсесивног преједања.
Поремећаји спавања као што је инсомнија обухватају дисрупцију нормалних образаца спавања, или осећај замора упркос нормалног режима спавања.
Сексуалне дисфункције и родна дисфорија могу да буду дијагнозиране, укључујући диспареунију и его-дистоничну хомосексуалност. Разни видови парафилије се сматрају менталним поремећајима (сексуално узбуђење према објектима, ситуацијама или појединцима који се сматрају абнормалним или штетним за особу или друге).
Ови облици поремећаја нису ограничени само на особе које су у одраслом добу. Многа деца пате од узнемирености и менталног бола који, пре или касније, доведе до менталног поремећаја. Клинички психотерапеути и психолози који раде са децом пролазе кроз посебне едукације да би стекли неопходне вештине којима могу да помогну деци. Упркос томе, многа деца не добију помоћ која им је потребна. Ситуација са адолесцентима може бити још сложенија, с обзиром да је у питању кризни период.

## Лечење и превенција
Особама које болују од менталних болести се пружа помоћ у психијатријским болницама или у заједници, док дијагнозе успостављају психијатри, психолози, и клинички социјални радници, користећи разне методе али се обично ослањају на обзервације и постављање питања. Третмане пружају разни стручњаци за ментално здравље. Психотерапија и психијатријски лекови су две главне опције третмана. Остали видови третмана су друштвене интервенције, узајамна подршка, и самопомоћ. У малом броју случајева се примењује принудни притвор или третман. Показано је да програми превенције могу да умање депресију.
Прве књиге које не гледају на ментални поремећај као на демонски утицај јављају се у 16. веку. Све до тада, особе са овом врстом проблема су се лечиле молитвама, постом, дијетама, пијавицама, повраћањем... Данас се највећи број особа лечи у оквиру медицинског модела, у чијој је основи биолошки модел. Третман је болнички и људи се лече лековима. Улога психолога је мала, више се фокусирају на асистирање психијатрима, него помагању пацијентима.
Од краја 19. века се развија пракса у којој се ментални поремећаји посматрају као феномени са психичким механизмима, узроцима и смислом. За њихов третман се препоручују разговори усмерени на њихово откривање, у чему психолози много више учествују.

## Психотерапија
Психотерапија је збир теоријских знања, одређених поступака и етичких начела усмерених на помоћ особама са менталним поремећајима путем разговора. Мада различити психотерапијски приступи подразумевају различите поступке вођења разговора и успостављања односа са особама са менталним поремећајима, много тога им је заједничко:
- психотерапеути се односе према својим клијентима са поштовањем, без осуде, вредновања и подсмеха
- њихов први задатак јесте да створе однос поверења у ком ће нека, до јуче непозната особа, моћи да им изнесе своја најинтимнија осећања
- пажљиво слушају своје клијенте и покушавају да разумеју њихова осећања и све оно што закључе и чују третирају поверљиво
- не намећу им своја очекивања и вредности
- не дају им савете у вези са животно важним питањима, већ им само помажу да та питања сагледају из свих углова и сами одлуче
- задржавају професионални став

Истраживања су показала да психотерапија јесте ефикасан метод помоћи, посебно за особе које пате од анксиозних поремећаја, до неких поремећаја личности, депресије, поремећаја исхране и психосоматских болести. У неким случајевима је још боље када се она примењује уз радну терапију и са пажљиво одмереном дозом лекова.

### Психоанализа
Произашла је из Фројдовог рада, али се касније значајно мењала и данас укључује много различитих школа. Психоаналитичари се углавном баве несвесним процесима и њиховим утицајима на понашање и свест. Тумачећи својим клијентима те утицаје, повезујући те догађаје са неким важним односима из клијентовог живота. Макар у једној фази сваке анализе, у клијенту се појављују отпори да разуме нове увиде ка којима га анализа води, а које није себи могао да призна. Психоанализа је дуг процес, али за оне које истрају, позитивни ефекти трају дуго после завршетка третмана.

### Хуманистичке психотерапије
Обухватају велику групу, често разнородних, приступа - од саме хуманистичке психологије, преко гешталт терапије и трансакционе анализе. Заједничко им је то што су настали као реакција на психоанализу, па су усмерени на садашњост и на актуелне проблеме клијенте, не раде толико на решавању "старих чворова" и на отклањању симптома колико поклањају поверење аутентичним снагама личности и аутономији клијента. Њихови специфични поступци за помоћ подстичу клијенте да наставе са личним развојем.

### Когнитивно-бихевиоралнатерапија
Представља комбинацију терапија усмерених на промену неконструктивних мишљења и понашања. Настала је као примена сазнања из психологије учења и когнитивне психологије. У њој се наглашавају равноправност терапеута и клијента, усмереност на конкретне симптоме и емпатија. Терапеут покушава да открије која ирационална уверења највише ометају живот клијента и подржава га у томе да размотри колико та уверења заиста имају смисла. Многобројне студије су показале да је ова терапија ефикасна у отклањању симптома и широко применљива.

### Породична (системска) психотерапија
Облик терапије који није усмерен само на појединце. Основна идеја овог приступа јесте да појединац не може уистину да напредује уколико не дође до напретка у његовом најближем окружењу, са којим дели блискост, подршку, али и сукобе, неразумевање и симптоме. Зато на терапију долазе и родитељи и деца, покушавајући да промене не само своје личности већ и функционисање породице као целине.

## Психолошко саветовање
Психотерапија је најчешће усмерена на решавање дуготрајних проблема и поремећаја у функционисању и структури личности, а због тога често траје дуго. Психолошко саветовање се примењује за решавање једног конкретног проблема, на пример, кризне ситуације. Саветовање укључује само један сусрет или неколико сусрета и није усмерено на дубинску анализу личности или на темељне промене. Саветник тежи ка томе да пружи разумевање и подршку, те да клијенту помогне да окрепи снаге којима може да реши свој проблем.

### Ресоцијализација
Многе особе са менталним поремећајима проводе месеце или чак године у психијатријским болницама. Тамо су обично потпуно пасивне и са временом почињу да заборављају оно што су знале и да губе вештине које су имале, док свет изван институције брзо развија и захтева стално учење. Због тога је потребно да им се непосредно након изласка из болнице пружи неопходна помоћ и могућност да вежбају потребне особине, како би могли да живе што самосталније. Подршка ове врсте може да се пружи и после изласка из болнице, у виду заштићеног становања, запошљавања, где су корисници самостални, али имају редовну подршку терапеута. Ови савремени методи се у Србији ретко примењују.

### Кориснички покрет и удружења
У последње три деценије, особе са менталним поремећајима почињу да се организују у удружења корисника психијатријских служби. Они захтевају да буду укључени у одлучивање о својим третманима и животима. Удружени, они постају политичка снага која пружа подршку, бори се против стигматизације и заступа своје интересе. Оваква ангажованост чини се да помаже особама да се осећају боље и смањује потребу за болничким лечењем, док се у јавности мења однос према њиховом положају, потребама и правима.

## Стигматизација
Током историје, већина ставова према особама које болују од менталних поремећаја је био негативан. Оне су третиране као оптерећење и сметња, а често и као опасност. Данас људи виде такође само једну црту (ментални поремећај) и, занемарујући остале, из ње изводе закључке. Из тог разлога се особе које болују од менталних поремећаја изолују из заједнице и друштво их сматра мање вредним. Ова појава се назива стигматизација. Стигматизација је појава у којој се због једне непожељне особине читава личност и све њене особине виде као непожељне, па се њеним носиоцима намеће неповољан положај у заједници: издвајање, изопштавање, презрење и обесправљеност. У превазилажењу стигматизације могу помоћи различите друштвене акције.
Још већи проблем је аутостигматизација особа са менталним поремећајима, које прате самоизолација, стид, страх, осећање кривице, мање вредности. У таквом случају, особа саму себе види као неподесну, а слабост свог менталног здравља као основ за подсмех и одбаченост. Истраживања показују да се баш због овога, људи јављају стручним лицима много касније након настанка проблема.
У многим здравственим системима, укључујући и српски, лечење особа које пате од менталних поремећаја се одвија на застарео и неефикасан начин. Пацијенти бораве у установама које су далеко од града и изоловане, често буду потпуно заборављени од стране својих ближњих. Пракса је показала да је најефикасније спроводити третман који корисника не изолује из заједнице - он тако има виши квалитет живота, а јавност учи да превазиђе своју склоност ка стигматизацији, одржавајући контакт са особом која се лечи. Овај метод се показао као најделотворнији за превазилажење стигматизације.
Најважнија одлика људи који помажу особама које болују од неког менталног поремећаја јесте емпатичност, могућност да замисле, сами осете и разумеју осећања других чак и када она нису свесна.